# Куди приводять мрії
«Куди́ приво́дять мрі́ї», також «Де живу́ть мрі́ї» (англ. What Dreams May Come) — фантастична мелодрама Вінсента Ворда, поставлена за однойменною книгою Річарда Метісона. Фільм удостоєний премії «Оскар» за найкращі візуальні ефекти.

## Сюжет
Кріс Нільсен (Робін Вільямс) і Енні (Аннабелла Шорра) познайомилися на відпочинку. Закохавшись, вони стали щасливою парою і згодом сім'єю, в якій ростуть хлопчик і дівчинка. В один день вони втрачають одразу обох дітей, які потрапили в страшну автокатастрофу. Енні впадає в найглибшу депресію, а Кріс намагається забутися, віддавшись професії дитячого лікаря.
Через роки, коли, здавалося б, все тільки стало налагоджуватися, Кріс також потрапляє в автомобільну аварію і вмирає. Довго не зізнаючись самому собі, що він мертвий, він мучить дружину своєю наполегливою присутністю, але нарешті зрозумівши, що змушує її страждати, йде. Потрапивши в рай, він розуміє, що це втілення картин Енні, так гаряче їм коханих. Все виглядає як їх мрії, перенесені на полотно: будинок, річка, квіти. Тут Нільсен зустрічає свою померлу собаку, знаходить друга і провідника, доктора Альберта (Куба Гудінг молодший), у якого він колись проходив медичну практику, але тільки молодого. Кріс дізнається, що потрапляючи в рай, кожен може влаштувати його таким чином, яким йому б найбільше хотілося, оточивши себе тим, що він любив. Є також інший рай, в якому мешкають багато душ відразу і який виглядає як дружна згуртована громада, де всі працюють на благо іншим.
Через деякий час Енні, яка не витримала повної самотності, закінчує життя самогубством. Через вчинення смертного гріха вона потрапляє в пекло, що не залишає жодних шансів на зустріч з коханим. Дізнавшись про це, Кріс заручається допомогою провідника і відправляється на пошуки дружини. Йому пояснюють, що Пекло — місце, що приводить у зневіру і сприяє помутнінню розуму. Це якраз і трапилося з Енні. Для того, щоб визволити її з пекла, потрібно вивести її з цього стану. Головною проблемою є вкрай обмежений час, який має Кріс, адже якщо він сам пробуде занадто довго в пеклі, то вже не зможе повернутися, бо сам зануриться в стан відчаю і забуття. 
Коли Кріс знаходить Енні, вона не впізнає його одразу. Докладаючи всіх можливих зусиль він нарешті звертає її увагу на себе, практично стоячи на краю прірви перед тим, як самому втратити розум. Повернувшись в свій рай, який у них один на двох, вони знову зустрічаються зі своїми дітьми, а з часом наважуються почати все спочатку. Маленькі хлопчик і дівчинка знайомляться на березі річки.
Фільм має альтернативну кінцівку.

## В ролях
- Робін Вільямс — Кріс Нільсен
- Аннабелла Шорра — Енні Коллінз-Нільсен
- Куба Гудінг м. — Лже-Альберт Льюїс / душа Яна Нільсена
- Макс фон Сюдов — Перевізник / справжній Альберт Льюїс
- Джессіка Брукс Грант — Мері Нільсен
- Джош Педдок — Ян Нільсен
- Розалінд Чао — Леона / душа Мері Нільсен

## Премії та нагороди
- 1999 — премія Оскар

Найкращі візуальні ефекти
- Номінації на «Оскар»

Найкраща робота художника-постановника
- 1999—  премія Satellite Award

Найкращі візуальні ефекти